# Taddea Visconti

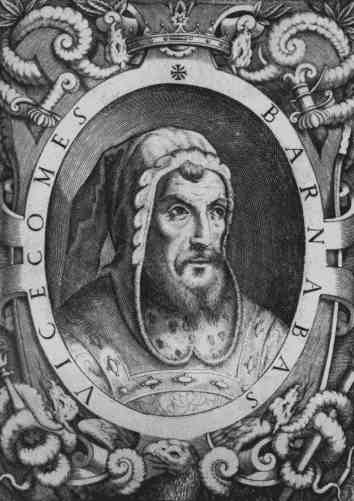
Bernabò Visconti, padre di Taddea.

Taddea Visconti (Milano, 1351 – Monaco di Baviera, 28 settembre 1381) fu una nobile milanese.

## Biografia
Era figlia di Bernabò Visconti, signore di Milano, e di sua moglie, Beatrice della Scala. Era la prima di sedici figli ed era la preferita dei genitori. I suoi nonni paterni erano Stefano Visconti, signore di Milano, e Valentina Doria, e i suoi nonni materni erano Mastino II della Scala e Taddea da Carrara.
Il padre di Taddea, Bernabò, continuamente in guerra con il papato (per il quale fu scomunicato), fu uno spietato despota, e nel 1385 fu rovesciato dal nipote e dal genero Gian Galeazzo Visconti e in seguito avvelenato nel castello di Trezzo.

### Matrimonio
La Baviera era all'epoca il più ricco e il più potente degli stati tedeschi. Bernabò riuscì a garantire a quattro dei suoi figli dei matrimoni con membri della famiglia Wittelsbach. Taddea portò una dote di 100.000 ducati d'oro.
Sposò il 12 agosto 1367 il duca Stefano III di Baviera-Ingolstadt.
L'alleanza tra i Visconti e i Wittelsbach fu suggellata in verità da un doppio matrimonio: oltre a quello tra Taddea e Stefano infatti fu celebrato anche quello di Marco, fratello di Taddea, con Elisabetta di Baviera, cugina di Stefano
Alla morte del suocero, Taddea divenne nel 1375 duchessa della Baviera superiore.
L'adeguamento alla vita in Baviera si rivelò una sfida difficile per Taddea, spingendola, negli anni successivi, a compiere lunghi viaggi all'estero. Il clima di Monaco non si dimostrò salutare per lei, e sviluppò una tosse persistente e una febbre ricorrente. Dopo che Stefano III divenne duca, Taddea fu obbligata a partecipare a più funzioni statali, nonostante la sua salute. Negli anni iniziò a fare lunghe visite in patria, portando di solito marito e figli con sé e facendo sosta a Milano per visitare la sua famiglia. Visitò Roma nel 1378.

### Morte
Dopo un viaggio a Milano, nel dicembre del 1380, Taddea si ammalò gravemente. Quando tornò in Baviera, soffriva di febbre, tosse e perdita di peso. La sua salute continuò a deteriorarsi e morì il 28 settembre 1381 a Monaco di Baviera, all'età di 30 anni. Fu sepolta a Frauenkirche. Quando la notizia della sua morte raggiunse Milano, suo padre, devastato, ordinò ai suoi sudditi di indossare abiti da lutto. Meno di quattro anni dopo, sua figlia, Isabella, divenne regina di Francia.
Suo marito si risposò nel 1401 con Elisabetta di Kleve, figlia del duca di Kleve-Mark Adolfo III, dalla quale non ebbe altri figli.

## Discendenza
Taddea e Stefano ebbero tre figli:
- Ludovico VII di Baviera (1368-1447), erede del padre, che sposò Anna di Borbone e poi Caterina d'Alençon;
- Elisabetta (o Isabella) di Baviera (1370-1435), che sposò Carlo VI di Francia;
- figlio senza nome (nato e morto nel 1377).

## Ascendenza
|                        |                     |                       | Genitori                 |  |  | Nonni |  |  | Bisnonni          |  |  | Trisnonni         |  |
|                        |                     |                       |                          |  |  |       |  |  | Matteo I Visconti |  |  | Teobaldo Visconti |  |
|                        |                     |                       |                          |  |  |       |  |  | Matteo I Visconti |  |  | Teobaldo Visconti |  |
|                        |                     | Anastasia Pirovano    |                          |  |  |       |  |  | Matteo I Visconti |  |  |                   |  |
| Stefano Visconti       |                     |                       |                          |  |  |       |  |  | Matteo I Visconti |  |  |                   |  |
|                        |                     | Bonacossa Borri       | Squarcino Borri          |  |  |       |  |  |                   |  |  |                   |  |
|                        |                     | Bonacossa Borri       | Squarcino Borri          |  |  |       |  |  |                   |  |  |                   |  |
|                        |                     | Bonacossa Borri       | Antonia                  |  |  |       |  |  |                   |  |  |                   |  |
| Bernabò Visconti       |                     | Bonacossa Borri       |                          |  |  |       |  |  |                   |  |  |                   |  |
|                        |                     | Bernabò Doria         | …                        |  |  |       |  |  |                   |  |  |                   |  |
|                        |                     | Bernabò Doria         | …                        |  |  |       |  |  |                   |  |  |                   |  |
|                        |                     | Bernabò Doria         | …                        |  |  |       |  |  |                   |  |  |                   |  |
| Valentina Doria        |                     | Bernabò Doria         |                          |  |  |       |  |  |                   |  |  |                   |  |
|                        |                     | Eliana Fieschi        | …                        |  |  |       |  |  |                   |  |  |                   |  |
|                        |                     | Eliana Fieschi        | …                        |  |  |       |  |  |                   |  |  |                   |  |
|                        |                     | Eliana Fieschi        | …                        |  |  |       |  |  |                   |  |  |                   |  |
| Taddea Visconti        |                     | Eliana Fieschi        |                          |  |  |       |  |  |                   |  |  |                   |  |
|                        | Alboino della Scala | Alberto I della Scala |                          |  |  |       |  |  |                   |  |  |                   |  |
|                        | Alboino della Scala | Alberto I della Scala |                          |  |  |       |  |  |                   |  |  |                   |  |
|                        | Alboino della Scala | Verde di Salizzole    |                          |  |  |       |  |  |                   |  |  |                   |  |
| Mastino II della Scala | Alboino della Scala |                       |                          |  |  |       |  |  |                   |  |  |                   |  |
|                        |                     | Beatrice da Correggio | Giberto III da Correggio |  |  |       |  |  |                   |  |  |                   |  |
|                        |                     | Beatrice da Correggio | Giberto III da Correggio |  |  |       |  |  |                   |  |  |                   |  |
|                        |                     | Beatrice da Correggio | Elena Malaspina          |  |  |       |  |  |                   |  |  |                   |  |
| Beatrice della Scala   |                     | Beatrice da Correggio |                          |  |  |       |  |  |                   |  |  |                   |  |
|                        |                     | Giacomo I da Carrara  | Marsilio                 |  |  |       |  |  |                   |  |  |                   |  |
|                        |                     | Giacomo I da Carrara  | Marsilio                 |  |  |       |  |  |                   |  |  |                   |  |
|                        |                     | Giacomo I da Carrara  | …                        |  |  |       |  |  |                   |  |  |                   |  |
| Taddea da Carrara      |                     | Giacomo I da Carrara  |                          |  |  |       |  |  |                   |  |  |                   |  |
|                        |                     | Elisabetta Gradenigo  | Pietro Gradenigo         |  |  |       |  |  |                   |  |  |                   |  |
|                        |                     | Elisabetta Gradenigo  | Pietro Gradenigo         |  |  |       |  |  |                   |  |  |                   |  |
|                        |                     | Elisabetta Gradenigo  | Tommasina Morosini       |  |  |       |  |  |                   |  |  |                   |  |
|                        |                     | Elisabetta Gradenigo  |                          |  |  |       |  |  |                   |  |  |                   |  |